# Ушомирська сільська територіальна громада
Ушомирська сільська територіальна громада — територіальна громада в Україні, в Коростенському районі Житомирської області. Адміністративний центр — село Ушомир.

## Загальна інформація
Площа території — 652, 4 км², кількість населення — 9 877 осіб (2020).
Станом на 2018 рік, площа території громади становила 314,3 км², кількість населення — 6 302 особи (без сільрад, приєднаних у 2018 році).

## Населені пункти
До складу громади входять 44 села: Березневе, Білка, Білошиці, Бондарівка, Велень, Веселівка, Вишневе, Гулянка, Жабче, Заріччя, Зарубинка, Затишок, Іванівка, Іванопіль, Калинівка, Кам'яна Гора, Ковалівщина, Ковбащина, Красногірка, Кропивня, Купище, Лісівщина, Лісобуда, Мойсіївка, Мошківка, Новина, Олександрівка, Охотівка, Поліське, Пугачівка, Ришавка, Розівка, Рудня (кол. Поліська с/р), Рудня (кол. Новинська с/р), Рудня-Білківська, Рудня-Ушомирська, Садибне, Сантарка, Ставище, Струмок, Сушки, Ушиця, Ушомир, Ходачки та 2 селища (Броди, Нова Ушиця).

## Старостинські округи
Білківський, Білошицівський, Бондарівський, Веселівський, Калинівський, Купищенський, Лісівщинський, Новинський, Поліський, Ришавський, Ставищенський, Сушківський.

## Історія
Утворена 28 липня 2016 року шляхом об'єднання Бондарівської, Калинівської, Купищенської, Поліської, Ришавської та Ушомирської сільських рад Коростенського району Житомирської області.
4 грудня 2018 року до громади приєдналися Білошицівська, Веселівська та Лісівщинська сільські ради Коростенського району.
Відповідно до розпорядження Кабінету Міністрів України № 711-р від 12 червня 2020 року «Про визначення адміністративних центрів та затвердження територій територіальних громад Житомирської області», до складу громади були включені території та населені пункти Білківської, Новинської, Ставищенської та Сушківської сільських рад Коростенського району.
Відповідно до постанови Верховної Ради України від 17 червня 2020 року «Про утворення та ліквідацію районів», громада увійшла до складу новоствореного Коростенського району Житомирської області.